# Nomia postscutellaris
Nomia postscutellaris är en biart som beskrevs av Embrik Strand 1914. Nomia postscutellaris ingår i släktet Nomia och familjen vägbin. Inga underarter finns listade i Catalogue of Life.